# Eotetranychus jungiae
Eotetranychus jungiae är en spindeldjursart som beskrevs av Oudemans 1931. Eotetranychus jungiae ingår i släktet Eotetranychus och familjen Tetranychidae. Inga underarter finns listade i Catalogue of Life.